# Windwurf (Pferd)
Windwurf (* 1972; † 1998) war ein Englisches Vollblutpferd, das auf dem Gestüt Ravensberg der Familie Delius von Kaiseradler aus der Wiesenweihe gezogen wurde.

## Abstammung
Windwurf stammte in direkter Linie von Eclipse ab. Seine Mutterlinie (Fam. 5-h) mit der Stammmutter Waldrun gehört zu den erfolgreichsten Vollblut-Familien in Deutschland seit 1945. Mit Windbruch, Waidwerk, Windfang, Wilderer, Waidmannsheil und schließlich Windwurf entstammten dieser Linie zwei Deutsche Derbysieger und zahlreiche Sieger und Platzierte in Rennen der (Europa-)Gruppe 1.
Windwurf war mit 1,60 m Stockmaß ein eher kleines Pferd.

## Rennlaufbahn
Windwurf startete in 27 Rennen, gewann davon 11 und war 7-mal platziert (5 zweite, 2 dritte Plätze). Seine Gewinnsumme belief sich auf 1.315.640 DM (672.676 EUR). Seine höchste Einschätzung im GAG (General Ausgleichsgewicht) betrug 105 kg (1977). Während seiner gesamten Rennlaufbahn wurde er von Heinz Gummelt in Ravensberg betreut. 
Er siegte in 5 Rennen der Europagruppe 1. Nach seinem Sieg im Union-Rennen ging Windwurf als einer der Mitfavoriten an den Start des Deutschen Derby, in dem er aber sehr unglücklich lief. Durch die Behinderung eines anderen Pferdes geriet er fast in die Hecke und wäre beinahe zu Fall gekommen. Im Herbst gewann er mit dem St. Leger in Dortmund das letzte klassische Rennen der Saison und anschließend den international sehr renommierten Preis von Europa in Köln.
1976 siegte Windwurf u. a. im Großen Preis von Nordrhein-Westfalen in Düsseldorf. Im Großen Preis von Baden in Iffezheim wurde er überraschend von Sharper geschlagen und gewann im Herbst erneut den Preis von Europa. Damit gehört er zu den wenigen Doppelsiegern dieses bedeutenden Rennens und Höhepunkts der Kölner Rennsaison. Windwurf beendete seine Rennsaison 1976 im November mit einem Start im damals renommierten Washington DC International (USA), kam aber mit mehr als 20 Längen zum Sieger abgeschlagen nur auf den siebten Platz bei neun Teilnehmern.
1977 siegte er erneut im Großen Preis von Berlin (bis 1976 Großer Preis von Nordrhein-Westfalen) und im Großen Preis von Baden gegen den Derbysieger von 1976, Stuyvesant. Im Herbst stand wieder der Preis von Europa auf dem Programm und Windwurf startete als Favorit. Nach dem Russen Anilin (1963–1965) wäre er das zweite Pferd gewesen, dass dieses bedeutende Rennen dreimal gewonnen hätte. Aber es war nicht sein Tag, sein Jockey Geoff Lewis war in einem vorangegangenen Rennen gestürzt. Außerdem schien Windwurf ein wenig (über den Berg) an Form zu verlieren und war nicht mehr in Bestform. In einer harten Kampfentscheidung gewann Ebano, der Shootingstar der Saison 1977, mit Ralf Suerland im Sattel gegen den Franzosen On My Way, geritten von Alfred Gibert. Windwurf kam im geschlagenen Feld über die Linie.
1976 und 1977 wurde er in der von Addi Furler initiierten Wahl zum Galopper des Jahres zweimal zum populärsten Deutschen Publikumspferd gewählt. 
1977 hatte man einen Start in den King George VI and Queen Elizabeth Stakes in Ascot in Erwägung gezogen. Wegen des günstigeren Wetters in Düsseldorf (Windwurf bevorzugte weiches Geläuf) hat man aber den Start im Großen Preis von Berlin einen Tag nach dem Ascot-Rennen vorgezogen und wurde mit dem Sieg belohnt.

## Zuchtlaufbahn
Nach seiner Rennkarriere wurde Windwurf im Gestüt Waldfried als Deckhengst aufgestellt. Waldfried war damals auf dem Hochschloss Pähl in Bayern untergebracht, so dass es ganz im Süden, weit weg von den großen Gestüten in NRW und Norddeutschland lag. Dadurch kamen wenige auswärtige Stuten zum Decken. Zudem hatte die renommierte Zuchtstätte nicht mehr die großartige Stutenherde, die dort noch vor dem Krieg und bis Anfang der 1960er beheimatet war. Der große Erfolg blieb somit versagt. Einige Jahre später wechselte Windwurf in sein Heimatgestüt Ravensberg, nachdem sein Vater Kaiseradler aus Altersgründen abgetreten war. Die besten Stuten Ravensbergs stammten aber auch von der Stammmutter Waldrun ab und so war es schwierig, geeignete Partnerinnen zu finden. 
Er wurde Vater von drei klassischen Siegern und neun Siegern in Gruppe-Rennen. Als Stutenvater (Broodmare-Sire) ist er heute in den Pedigrees vieler Klassepferde geführt.